# آمونیوم دی‌هیدروژن فسفات

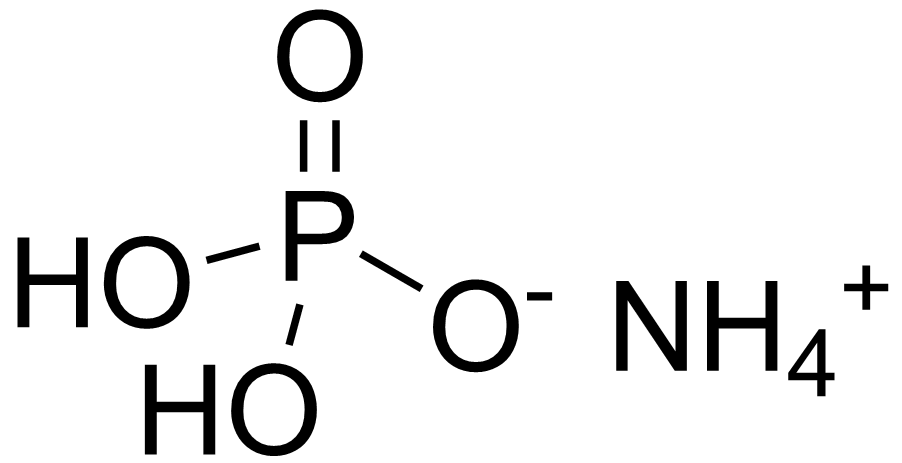
ساختار شیمیایی آمونیوم دی‌هیدروژن فسفات

آمونیوم دی‌هیدروژن فسفات (به انگلیسی: Ammonium dihydrogen phosphate) که با نام مونوآمونیوم فسفات نیز شناخته می شود یک ترکیب شیمیایی است. شکل ظاهری این ترکیب، بلورهای دستگاه بلوری چهارگوشه سفید است.
فسفات مونوآمونیوم به صورت صنعتی با واکنش اگزوترمیک اسید فسفریک و آمونیاک به نسبت مناسب تهیه می شود
NH3 + H3PO4 → NH6PO4